# Clàssica de Sant Sebastià 1991
La Clàssica de Sant Sebastià 1991, 11a edició de la Clàssica de Sant Sebastià, és una cursa ciclista que es va disputar el 10 d'agost de 1991 sobre un recorregut de 238 km. La cursa formà part de la Copa del món de ciclisme.
Van prendre la sortida 199 corredors, dels quals 171 finalitzaren la cursa.
El vencedor final fou l'italià Gianni Bugno, de l'equip Chateau d'Ax-Gatorade, que s'imposà en solitari a la meta de Sant Sebastià. Acabaren segon i tercer respectivament l'espanyol Pedro Delgado (Banesto) i l'italià Maurizio Fondriest (Panasonic-Sportlife).

## Classificació general
|    | Ciclista           | Equip                    | Temps      |
| -- | ------------------ | ------------------------ | ---------- |
| 1  | Gianni Bugno       | Chateau d'Ax-Gatorade    | 5h 24' 44" |
| 2  | Pedro Delgado      | Banesto                  | + 1' 56"   |
| 3  | Maurizio Fondriest | Panasonic-Sportlife      | + 1' 57"   |
| 4  | Laurent Jalabert   | Toshiba                  | + 2' 03"   |
| 5  | Iñaki Gastón       | Clas-Cajastur            | + 2' 09"   |
| 6  | Gilles Delion      | Helvetia-Fichtel & Sachs | m. t.      |
| 7  | Bruno Cenghialta   | Ariostea                 | m. t.      |
| 8  | Piotr Ugriúmov     | Seur                     | m. t.      |
| 9  | Andreas Kappes     | Histor-Sigma             | m. t.      |
| 10 | Charly Mottet      | R.M.O.                   | m. t.      |